# Mariages mixtes en France
Les mariages mixtes en France sont les mariages conclus entre deux personnes que leur culture ou leur religion différencie. 

## Définition
La définition d'un mariage mixte est très variable. Du point de vue sociologique, un mariage est considéré comme mixte lorsque la différence entre les époux — la religion, l'ethnie, la classe d'âge, la classe sociale — est socialement perçue. Selon la génération, la région ou le pays, le milieu social, etc., un mariage peut donc être considéré ou non comme mixte. Dans le cadre de ses travaux, l'Institut national d'études démographiques réduit le mariage mixte à l'union d'une personne de nationalité française et d'une personne de nationalité étrangère, car la loi française interdit d’utiliser des référents tels que l’origine ethnique ou l’appartenance religieuse. 

## Les types de mariage mixtes en France

### Les mariages interreligieux
Par l'ordonnance de Villers-Cotterêts de 1539, le clergé catholique est chargé des mariages. À la suite de la révocation de l'édit de Nantes en 1685, la minorité protestante devait se marier en secret, « au désert », mais alors les enfants était considérés comme illégitimes, ou devant le curé catholique. Le divorce, autorisé dans le protestantisme, leur était interdit. Le mariage des protestants ou juifs convertis au catholicisme était difficile. L'édit de Versailles permet le mariage sans se convertir au catholicisme. En 1792, la Révolution française met en place le mariage civil qui permet les unions interreligieuses.

### Les mariages transnationaux
Selon l'Ined, en 2019 15,3 % des mariages sont conclus entre une personne de nationalité française et une personne de nationalité étrangère. En 1950, ce chiffre était de 6 %.
Afin de lutter contre les mariages blancs, les mairies et les Procureurs de la République peuvent s'opposer à des mariages mixtes ou dresser des entraves administratives, ce qui est dénoncé par des associations comme Les Amoureux au ban public, l'Ardhis, la Cimade ou le GISTI,,.

### Les mariages entre classes sociales différentes
Selon une étude de 2012, les couples ont tendance à être moins homogames avec le temps, à l'exception des élites issues des grandes écoles,.